# Schneealpe
Schneealpe – szczyt w Mürzsteger Alpen, części Północnych Alp Wapiennych. Leży w Austrii, w kraju związkowym Styria. Pobliskie schroniska to: Schneealpenhaus, Michlbauer Hütte i Lurgbauer Hütte.